# パラレル通信
パラレル通信（パラレルつうしん、英: parallel communication）は、複数のデータ信号を同時並列的にそれぞれの通信リンクで送る通信方式である。一般に有線で複数の配線を使って行う。対義語はシリアル通信であり、通信リンクの特性の分類法の1つである。
パラレル通信とシリアル通信の基本的差異は、物理層で伝送に使用する導線の本数である。パラレル通信は複数の導線を使い、それにさらに接地接続用の線が加わる。

## パラレル通信システムの例
パラレル通信は、コンピュータバスによく使われる。例えば、ISA、ATA、SCSI、PCI、フロントサイドバスなどがある。また、プリンタ接続によく使われていた IEEE 1284（セントロニクス）もパラレル通信である。
各種機器の接続用の IEEE 488 もパラレル通信である。

## シリアルとの比較
高速シリアル技術が開発される以前に、シリアルリンクよりもパラレルリンクを選択していた要因（逆に言えば、その後シリアルに移行した要因）としては、次のようなことが考えられる。
性能
個々のデータリンクの転送性能が同じなら、当然複数のビットを並行して転送した方が性能がよい。一般にビット数が倍になれば転送レートも倍になる。実際には全てのリンクで同期させる必要があるため、理想的な性能は達成できないことが多い。同期クロックが高速化する中で同期のずれ（スキュー）が無視できなくなってきた。同期の調整がボトルネックと化して高速化が頭打ちを起こし始めこれがパラレル通信が廃れた原因の一つにもなっている。
配線長
並行して走っている配線間で漏話が生じるため、配線長を長くすることができない。したがって、一般にシリアル接続よりも配線長の上限は短くなる。
複雑さ
パラレル通信は送受信部のハードウェアが簡単で、実装しやすい。パラレルポートは単にデータをデータバスにコピーするためのラッチさえあればよい。一方シリアル通信ではパラレルに変換する作業が必要で、それを行っているのがUARTである。

集積回路が安価に製造できるようになり、消費者がさらなる高性能とケーブル長を求めた結果、パラレルからシリアルへの移行が進んだ。例えば、プリンタの接続は IEEE 1284 から USB に移行し、ディスク接続はATAからシリアルATAに、あるいはSCSIから Serial Attached SCSI に移行している。